# Bukit Judi
Bukit Judi är en kulle i Indonesien.   Den ligger i provinsen Aceh, i den västra delen av landet, 1 600 km nordväst om huvudstaden Jakarta. Toppen på Bukit Judi är 60 meter över havet.
Terrängen runt Bukit Judi är huvudsakligen platt. Runt Bukit Judi är det ganska tätbefolkat, med 96 invånare per kvadratkilometer. I omgivningarna runt Bukit Judi växer i huvudsak städsegrön lövskog.